# Сплюшка євразійська
Сплюшка євразійська або совка (Otus scops) — птах родини совових. Єдиний вид роду в фауні України, представлений номінативним підвидом. Раритетний вид птахів, занесений до Червоної книги України та ряду інших природоохоронних документів.

## Морфологічні ознаки

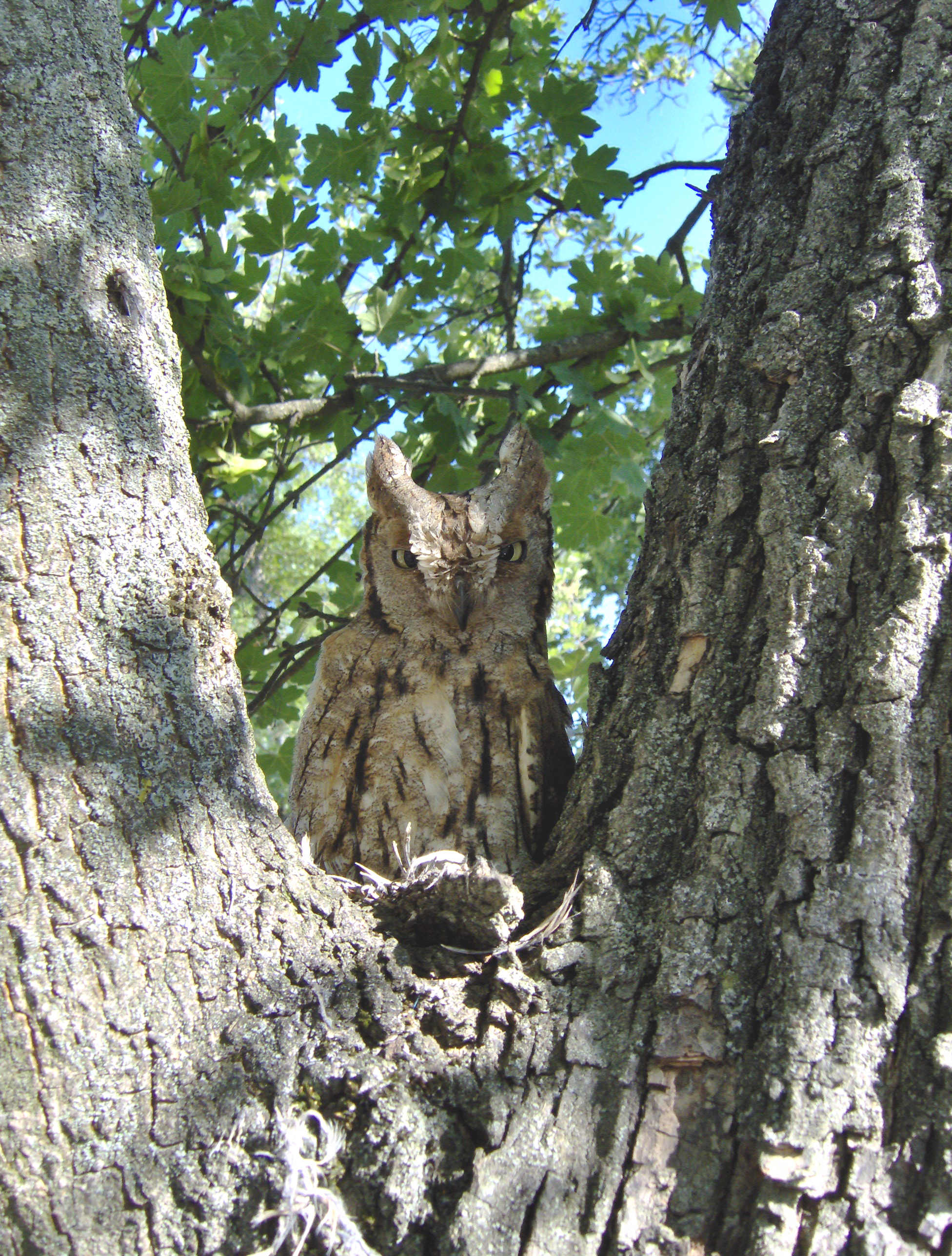

Сова дрібних розмірів (приблизно з дрозда). Довжина тіла — 19–20 см, розмах крил — 50–54 см, маса до 80 г. Загальний тон оперення бурувато-сірий (у рудої морфи — рудуватий) з темними поздовжніми і білими поперечними рисками. Низ світло-сірий з поперечними білуватими смужками і темними поздовжніми рискамина стрижнях пер. Махові і стернові пера зі світлими і темними смугами. На голові добре помітні «вушка». Дзьоб темно-сірий. Райдужна оболонка ока жовта.

## Поширення
Ареал охоплює Південну і Центральну Європу, Північну Африку, Центральну Азію. Зимує в Екваторіальній Африці. В Україні це перелітний гніздовий птах, що зустрічається на півдні лісостепу, в степу, Карпатах і Криму.

## Чисельність і причини її зміни
Загальна чисельність на території Європи становить 210–440 тис. пар. На півдні України та у рівнинному Закарпатті — нечисленний, в інших районах — дуже рідкісний. Чисельність в країні оцінена в 2–4 тис. пар. Майже на всій європейській частині ареалу відзначена тенденція до зменшення чисельності. Чинники загрози достеменно не вивчені, найвірогідніше — зменшення площ старих лісів з дуплистими деревами, хижацтво куниці кам'яної, конкуренція сови вухатої.

## Особливості біології

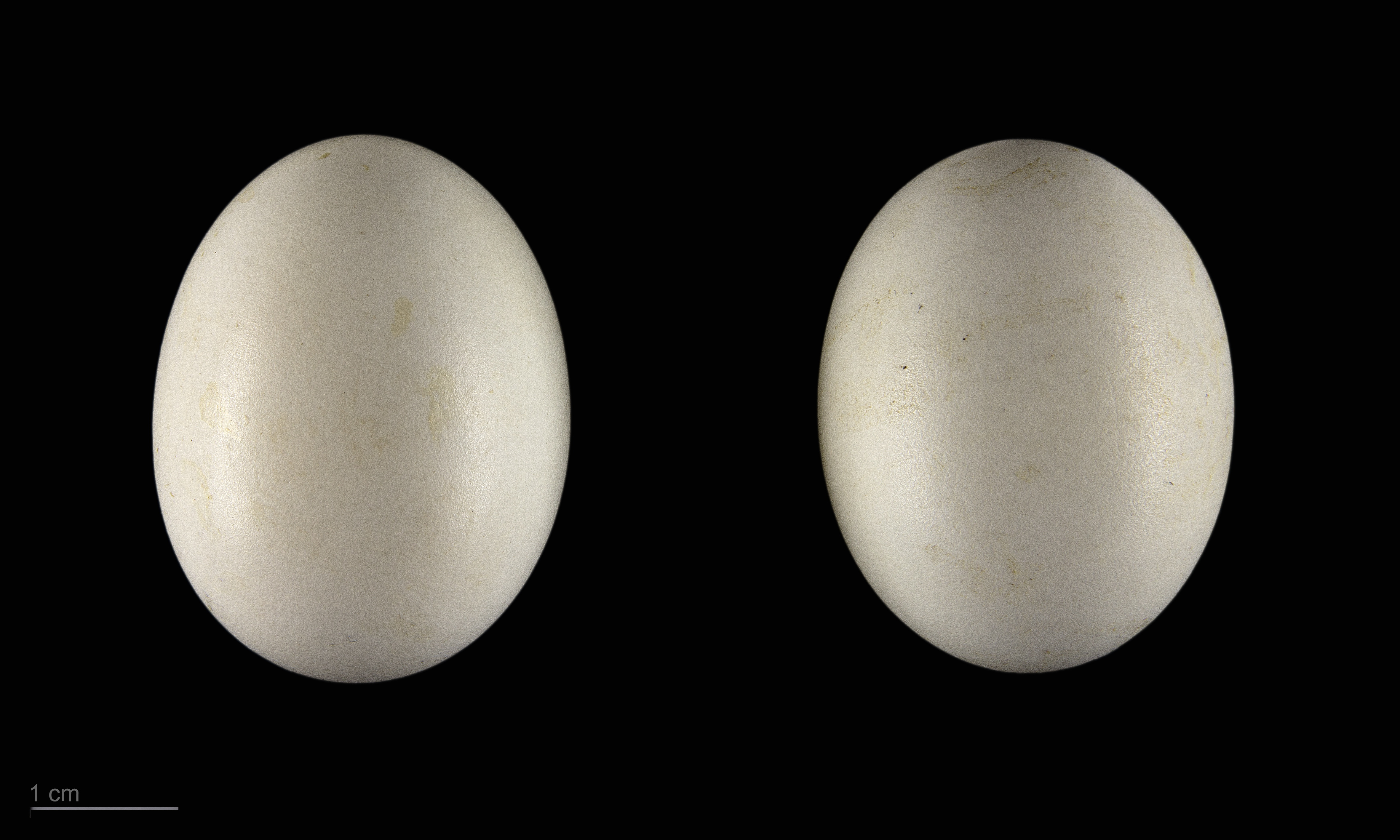
Яйця совки в оологічній колекції, Тулузький музей

Гніздовий, перелітний вид. На місцях гніздування з'являється з кінця березня — до початку травня. Оселяється в лісах, садах, парках, лісосмугах та ін. Моногам. Гніздиться в дуплах дерев, у старих гніздах сороки, штучних гніздівлях, норах. Кладка з 3–6 білих яєць. Період відкладання з третьої декади травня до початку липня. Насиджування 21–29 днів. Пташенята залишаються в гнізді до трьох тижнів. Починають літати через 30–33 дні. Міграції вивчені дуже слабо. На півдні України осіння міграція відбувається в кінці вересня. Живиться переважно комахами, рідше (в холодну погоду) гризунами і дрібними птахами.

## Охорона
Сплюшка євразійська занесена до Червоної книги України, а також до Конвенції з міжнародної торгівлі вимираючими видами дикої фауни і флори (CITES) (Додаток ІІ), Бернської (Додаток ІІ) конвенції. Як елемент біорізноманіття охороняється  на території Карпатського біосферного заповідника, Вижницького національного природного парку, Національного заповідника «Хортиця» та кількох інших природоохоронних об'єктів. На регіональному рівні в Україні вид занесений до Червоних книг/списків тварин Дніпропетровської, Запорізької, Луганської, Миколаївської, Полтавської, Сумської та Харківської областей, а  також Українських Карпат. 
Птах потребує збереження стиглих насаджень і дуплистих дерев, вивчення екології та контролю стану популяцій, виявлення та охорони місць гніздування, приваблювання до штучних гніздівель. 